# Aleksandrs Sakovskis
Aleksandrs Sakovskis (ros. Александр Саковский, Aleksandr Sakowski; ur. 11 marca 1965) – łotewski polityk rosyjskiego pochodzenia, od 2010 poseł na Sejm X i XI  kadencji. 

## Życiorys
W 1989 ukończył studia z dziedziny planowania gospodarczego w Łotewskim Uniwersytecie Państwowym im. Pēterisa Stučki. W latach 1989–1991 pracował w Komitecie Wykonawczym Rejonu Moskiewskiego Miasta Rygi. Po upadku ZSRR pracował do 2004 na własną rękę, następnie zaś był m.in. członkiem rady spółki "Iedzīvotāju ierosme – Rīgas namu apsaimniekošana". Od maja 2010 jest przewodniczącym zarządu komunalnej spółki "Kurzemes namu apsaimniekotājs" w Rydze. 
Był członkiem partii Nowe Centrum. W wyborach w 2010 uzyskał mandat posła na Sejm z ramienia Centrum Zgody, zaś w wyborach w 2011 – reelekcję do parlamentu.
Żonaty, ma syna.